# Hookeria frondosa
Hookeria frondosa là một loài Rêu trong họ Hookeriaceae. Loài này được (Mitt.) Müll. Hal. mô tả khoa học đầu tiên năm 1874.